# Hans Held
Hans Held – niemiecki bokser, brązowy medalista Mistrzostw Europy z roku 1930.

## Kariera
W czerwcu 1930 zdobył brązowy medal na Mistrzostwach Europy, w kategorii lekkiej. W półfinale przegrał z reprezentantem Włoch Mario Bianchinim, a w walce o trzecie miejsce pokonał Fina Kaarlo Väkevä.